# 가상특종 IF
가상특종 IF는 1998년 10월 31일부터 1999년 1월 23일까지 MBC에서 방영된 교양프로그램이다.

## 기획 의도
가상 특종을 통해 사회현상을 풍자하는 시사정보 코미디 프로그램이다.